# Limnophora invada
Limnophora invada är en tvåvingeart som beskrevs av Huckett 1966. Limnophora invada ingår i släktet Limnophora och familjen husflugor.
Artens utbredningsområde är Kalifornien. Inga underarter finns listade i Catalogue of Life.